# Сражение при Дьёрваре
Сражение при Дьёрваре (венг. Győrvári csata) — одно из сражений эпохи восстания Ракоци, произошедшее 6-7 ноября 1706 года на окраине Дьёрвара. Войска куруцев во главе с Адамом Бери Балогом и Имре Безереди нанесли поражение отряду генерал-лейтенанта Ганнибала Хейстера, вторгшемуся из Хорватии. 
В апреле 1706 года было установлено временное перемирие, продлившееся только до июля. В середине августа генерал Янош Боттян с Имре Безереди и Анталлом Эстерхази прорываются через имперские валы в районе озера Фертё между Шопроном и Фаркасом, и Имре Безереди снова совершает набег на Вену. Чтобы предотвратить набеги куруцев, имперские войска вторгаются в западную Венгрию, их цель — уничтожить действующую там армию повстанцев. Население из Залы, спасаясь от войск Ганнибала Хейстера, которые грабили, жгли и убивали, бежало в леса Дьёрвара, ожидая защиты от размещенных там куруцев. 
Сражение произошло у села Дьёрвар. У имперцев было 5000 солдат, а у куруцев - 4000. Хейстер, полный уверенности в безнаказанности, продвигался к Дьёрвару через болотистую местность без наблюдения и разведки, останавливаясь только тогда, когда дорога внезапно сужается. Около 4 часов дня имперцы подошли к плотине через болота у села. В этот момент Ласло Кисфалуди атакует войска Хейстера. Кавалерийская атака авангарда куруцев разделила колонну имперских войск на две части. Часть из них поспешно перебежала плотину, большинство их было прижато к мельнице по эту сторону плотины. Противник застрял вокруг мельницы и начал перестрелку. Повстанцы могли отвечать на артиллерийский огонь только своими карабинами. Имперская кавалерия не могла двигаться вперед и остановилась. Обе стороны провели ночь, усиливая свои команды. Куруцы вернулись в Эгервар.
На следующее утро Адам Бери Балог и Имре Безереди прошли под надежным прикрытием линии холмов и в конном строю атаковали лабанцев с двух сторон и вынудили отступить. Теперь имперцы думали только о бегстве. После ружейного залпа они двинулись назад по дамбе. Куруцы пошли в пешую атаку. Хейстер упал с коня и попал в плен. Лабанцы бежали, преследуемые не только куруцами, но и местными жителями.